# فانجاکانا (فیانارانتسوآ II)
فانجاکانا (به لاتین: Fanjakana) یک منطقهٔ مسکونی در ماداگاسکار است که در ایساندرا واقع شده‌است. فانجاکانا ۴۶۲٫۸۲ کیلومتر مربع مساحت و ۱۰٬۰۰۰ نفر جمعیت دارد و ۱٬۲۴۷ متر بالاتر از سطح دریا واقع شده‌است.